# Ultratop 200 Albums (Walonia)
Ultratop 200 Albums (wcześniej Ultratop 50 Albums i Ultratop 100 Albums) – cotygodniowa lista przebojów najlepiej sprzedających się albumów w Walonii (Belgia). Publikowana w każdy piątek obejmuje sprzedaż w formacie CD i digital download.
Lista została po raz pierwszy opublikowana na początku 1995 roku i obejmowała 50 pozycji. W 2012 roku lista została rozszerzona do 200 pozycji.
Odpowiednik listy albumów dla Flandrii również nazywa się Ultratop 200 Albums.